# Donacoscaptes purpurealis
Donacoscaptes purpurealis là một loài bướm đêm trong họ Crambidae.